# Vârsta Pământului

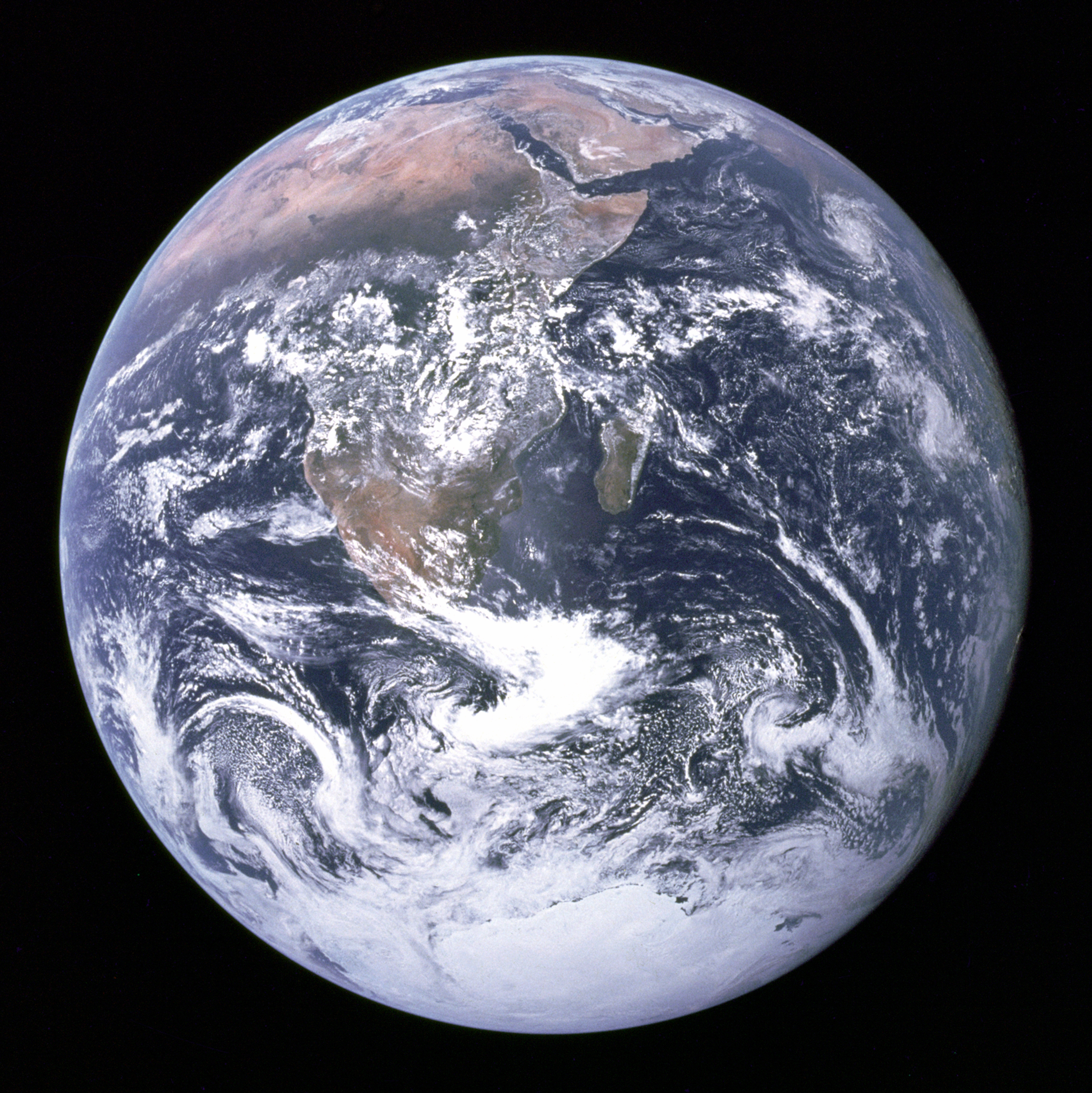
The Blue Marble, Pământul, văzut din Apollo 17

Vârsta Pământului este estimată la 4,54 ± 0,05 miliarde de ani (4.54 × 109 ani ± 1%). Această vârstă poate reprezenta vârsta acreției Pământului, a formării nucleului sau a materialului din care s-a format Pământul. Această datare se bazează pe dovezi provenite din datarea radiometrică a vârstei⁠(d) meteoriților și este în concordanță cu vârstele radiometrice ale celor mai cunoscute eșantioane terestre și lunare. 
În urma dezvoltării datării radiometrice la începutul secolului al XX-lea, măsurătorile plumbului din mineralele bogate în uraniu⁠(d) au arătat că unele din ele depășeau un miliard de ani. Cele mai vechi astfel de minerale analizate până în prezent — mici cristale de zircon din Jack Hills⁠(d) din Australia de Vest — au cel puțin 4,404 miliarde de ani. Incluziuni bogate în calciu-aluminiu — cele mai vechi componente solide cunoscute din meteoriții care se formează în Sistemul Solar — au 4,567 miliarde de ani,  ceea ce dă o limită inferioară a vârstei Sistemului Solar. 
S-a lansat ipoteza că acreția Pământului ar fi început curând după formarea incluziunilor bogate în calciu-aluminiu și a meteoriților. Deoarece nu s-a cunoscut încă durata acestui proces de acreție, iar predicțiile diferitelor modele de acreție variază de la câteva milioane până la aproximativ 100 de milioane de ani, diferența dintre vârsta Pământului și a celor mai vechi roci este dificil de determinat. De asemenea, este dificil să se stabilească vârsta exactă a celor mai vechi roci de pe Pământ, expuse la suprafață, deoarece ele sunt agregate⁠(d) de minerale de vârste posibil diferite. 

## Dezvoltarea conceptelor geologice moderne
Studiile asupra straturilor⁠(d) de roci și pământ au oferit naturaliștilor o apreciere a faptului că Pământul a trecut prin multe schimbări în timpul existenței sale. Aceste straturi conțineau adesea resturi fosilizate de creaturi necunoscute, ceea ce i-a determinat pe unii să interpreteze o progresie a organismelor de la strat la strat.
În secolul al XVII-lea, Nicolas Steno a fost unul dintre primii naturaliști care a apreciat legătura dintre rămășițele fosile și straturi. Observațiile sale l-au determinat să formuleze concepte stratigrafice importante (adică „legea superpoziției⁠(d)” și „principiul orizontalității originale⁠(d)”). În anii 1790, William Smith a emis ipoteza că dacă două straturi de rocă din locații diferite conțineau fosile similare, atunci era foarte plauzibil ca straturile să aibă aceeași vârstă. Nepotul și studentul lui William Smith, John Phillips⁠(d), a calculat ulterior prin astfel de mijloace că Pământul avea aproximativ 96 de milioane de ani.
La mijlocul secolului al XVIII-lea, naturalistul Mihail Lomonosov a sugerat că Pământul a fost creat separat, cu câteva sute de mii de ani înainte de restul universului. Ideile lui Lomonosov erau în mare parte speculative. În 1779, Comte du Buffon a încercat să obțină o valoare pentru vârsta Pământului folosind un experiment: el a creat un glob mic care semăna în compoziție cu Pământul și apoi a măsurat viteza lui de răcire. Aceasta l-a determinat să estimeze că Pământul avea aproximativ 75.000 de ani. 
Alți naturaliști au folosit aceste ipoteze pentru a construi o istorie a Pământului, deși cronologiile lor erau inexacte, întrucât nu știau cât a durat să se stabilească straturile. În 1830, geologul Charles Lyell, dezvoltând ideile găsite în operele lui James Hutton, a popularizat conceptul potrivit căruia caracteristicile Pământului se aflau într-o schimbare perpetuă, erodându-se și reformându-se continuu, iar ritmul acestei schimbări este aproximativ constant. Aceasta a fost o provocare pentru viziunea tradițională, care considera istoria Pământului ca fiind statică, cu modificări aduse de cataclisme intermitente. Mulți naturaliști au fost influențați de Lyell să devină „uniformitari”, care credeau că schimbările sunt constante și uniforme.

## Primele calcule
În 1862, fizicianul William Thomson, primul baron Kelvin a publicat calcule care fixau vârsta Pământului între 20 de milioane și 400 de milioane de ani. El a presupus că Pământul s-a format ca un obiect complet topit și a determinat perioada de timp necesară pentru ca gradientul de temperatură aproape de suprafață să scadă până la valoarea sa actuală. Calculele sale nu țineau cont de căldura produsă prin descompunerea radioactivă (un proces pe atunci necunoscut) sau, mai semnificativ, convecția în interiorul Pământului, ceea ce permite ca temperatura din mantaua superioară⁠(d) să rămână ridicată mult mai mult, menținând un gradient termic ridicat mult mai mult timp în scoarță. Și mai restrictive au fost estimările lui Kelvin cu privire la vârsta Soarelui, care s-au bazat pe estimările producției sale termice și o teorie conform căreia Soarele și-ar obține energia în urma colapsului gravitațional; Kelvin a estimat că Soarele are aproximativ 20 de milioane de ani.

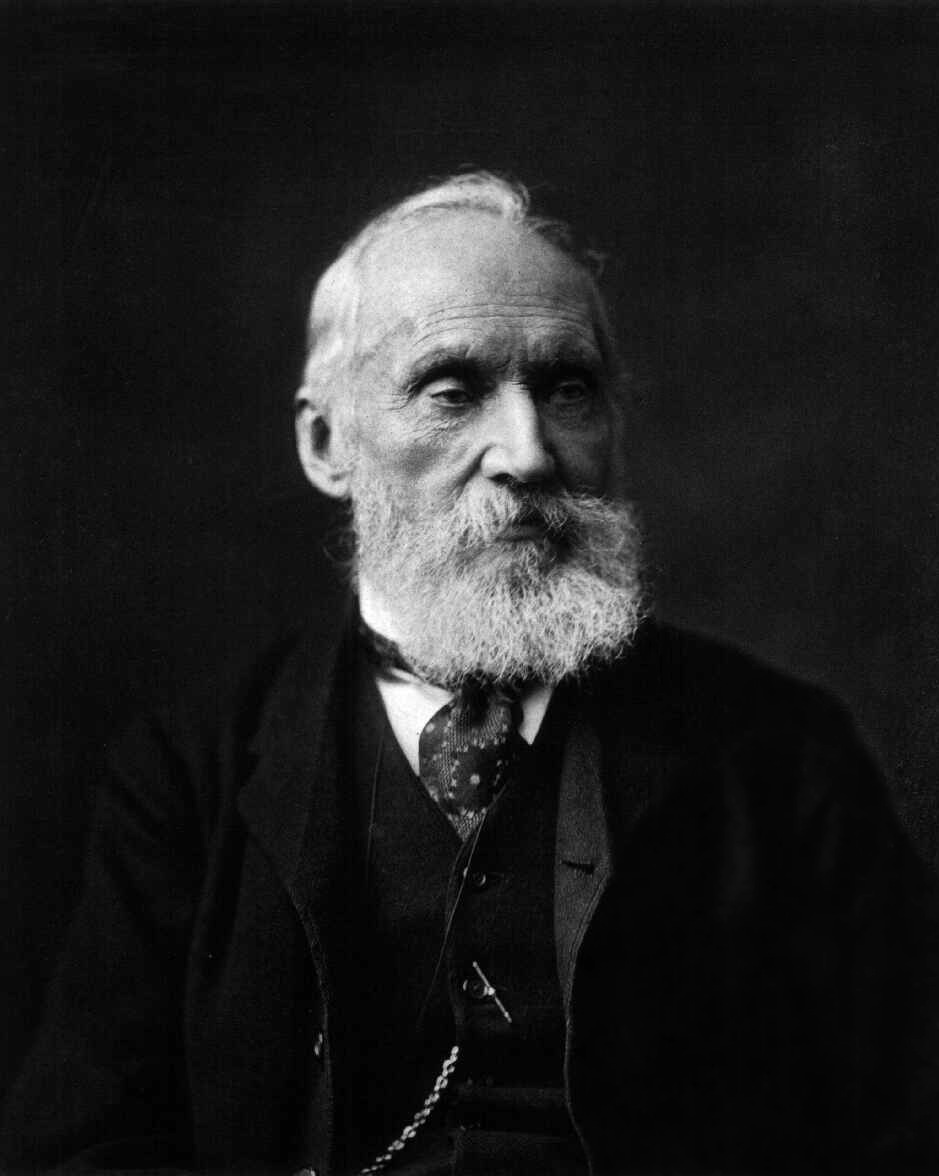
William Thomson (Lord Kelvin)

Geologilor precum Charles Lyell le-a fost greu să accepte o vârstă atât de mică pentru Pământ. Pentru biologi, chiar și 100 de milioane de ani păreau o durată mult prea scurtă pentru a fi plauzibilă. În teoria evoluției a lui Darwin, procesul de variație aleatoare ereditară cu selecție cumulativă necesită mari durate de timp. Conform biologiei moderne, istoria evolutivă totală de la începutul vieții și până în ziua de azi a avut loc începând cu 3,5–3,8 miliarde de ani în urmă, perioada de timp care a trecut de la ultimul strămoș universal al tuturor organismelor vii, așa cum se arată prin datarea geologică.
Într-o prelegere din 1869, marele susținător al lui Darwin, Thomas H. Huxley, a atacat calculele lui Thomson, sugerând că acestea par exacte separat de context, dar se bazau pe presupuneri eronate. Fizicianul Hermann von Helmholtz (în 1856) și astronomul Simon Newcomb (în 1892) au venit cu propriile lor calcule care dădeau 22 și, respectiv, 18 milioane de ani: ei au calculat independent perioada de timp necesară pentru ca Soarele să condenseze până la diametrul și luminozitatea curente din nebuloasa de gaz și praf din care s-a născut. Valorile lor erau în concordanță cu calculele lui Thomson. Ei au presupus însă că Soarele strălucește doar prin căldura generată de contracția sa gravitațională⁠(d). Procesul de fuziune nucleară solară nu era încă cunoscut științei. 
În 1895, John Perry⁠(d) a contestat cifra avansată de Kelvin pe baza ipotezelor sale despre conductivitate, iar Oliver Heaviside a intrat și el în discuție, considerând-o „un vehicul care să afișeze capacitatea metodei sale cu operatori de a rezolva probleme de o complexitate extraordinară”.
Alți oameni de știință au susținut cifrele lui Thomson. Fiul lui Charles Darwin, astronomul George H. Darwin⁠(d), a susținut că Pământul și Luna s-au despărțit în primele zile când erau amândouă topite. El a calculat perioada de timp necesară pentru ca fricțiunile mareice⁠(d) să îi dea Pământului ziua actuală de 24 de ore. Valoarea sa de 56 de milioane de ani a adăugat dovezi suplimentare că Thomson era pe drumul cel bun.
Ultima estimare pe care Thomson a dat-o, în 1897, a fost: „că are mai mult de 20 și mai puțin de 40 de milioane de ani și probabil mult mai aproape de 20 decât de 40”. În 1899 și 1900, John Joly⁠(d) a calculat viteza cu care oceanele ar fi trebuit să acumuleze sare din procesele de eroziune și a stabilit că oceanele aveau aproximativ 80–100 de milioane de ani.

## Datarea radiometrică

### Generalități
Prin natura lor chimică, mineralele de rocă conțin anumite elemente și nu altele; dar în rocile care conțin izotopi radioactivi, procesul de descompunere radioactivă generează în timp elemente exotice. Prin măsurarea concentrației produsului final stabil al descompunerii, împreună cu cunoașterea timpului de înjumătățire și a concentrației inițiale a elementului în descompunere, se poate calcula vârsta rocii.  Produsele finale radioactive tipice sunt argonul provenit din dezintegrarea potasiului-40 și plumbul provenit din descompunerea uraniului și thoriului. Dacă roca se topește, așa cum se întâmplă în mantaua Pământului⁠(d), astfel de produse finale neradioactive de obicei scapă sau sunt redistribuite. Astfel, vârsta celei mai vechi roci terestre dă un minim pentru vârsta Pământului, presupunând că nicio rocă nu a fost intactă mai mult timp decât Pământul însuși. 

### Mantaua convectivă și radioactivitatea
În 1892, Thomson fusese făcut Lord Kelvin ca apreciere pentru numeroaselor sale realizări științifice. Kelvin calculase vârsta Pământului folosind gradienți termici, și ajunsese la o estimare de aproximativ 100 de milioane de ani. Nu și-a dat seama că mantaua⁠(d) Pământului avea convecție, iar acest lucru i-a invalidat estimarea. În 1895, John Perry⁠(d) a produs o estimare pentru vârsta Pământului de 2 până la 3 miliarde de ani folosind un model cu manta convectivă și scoarță subțire, dar opera sa a fost în mare parte ignorată. Kelvin a susținut în continuare estimarea sa de 100 de milioane de ani, iar mai târziu a redus-o la aproximativ 20 de milioane de ani. 
Descoperirea radioactivității a introdus un alt factor în calcul. După descoperirea inițială a lui Henri Becquerel în 1896, Marie și Pierre Curie au descoperit elementele radioactive poloniu și radiu în 1898; iar în 1903, Pierre Curie și Albert Laborde au anunțat că radiul produce suficientă căldură pentru a topi propria greutate în gheață în mai puțin de o oră. Geologii și-au dat seama rapid că acest lucru răstoarnă toate presupunerile care stăteau la baza celor mai multe calcule ale vârstei Pământului. Aceștia au presupus că căldura inițială a Pământului și Soarelui s-a disipat constant în spațiu, dar descompunerea radioactivă însemna că această căldură se înnoiește continuu. George Darwin și John Joly au fost primii care au subliniat acest lucru, în 1903.

### Inventarea datării radiometrice
Radioactivitatea, care a răsturnat vechile calcule, a oferit un bonus oferind o bază pentru noi calcule, sub forma datării radiometrice⁠(d). 

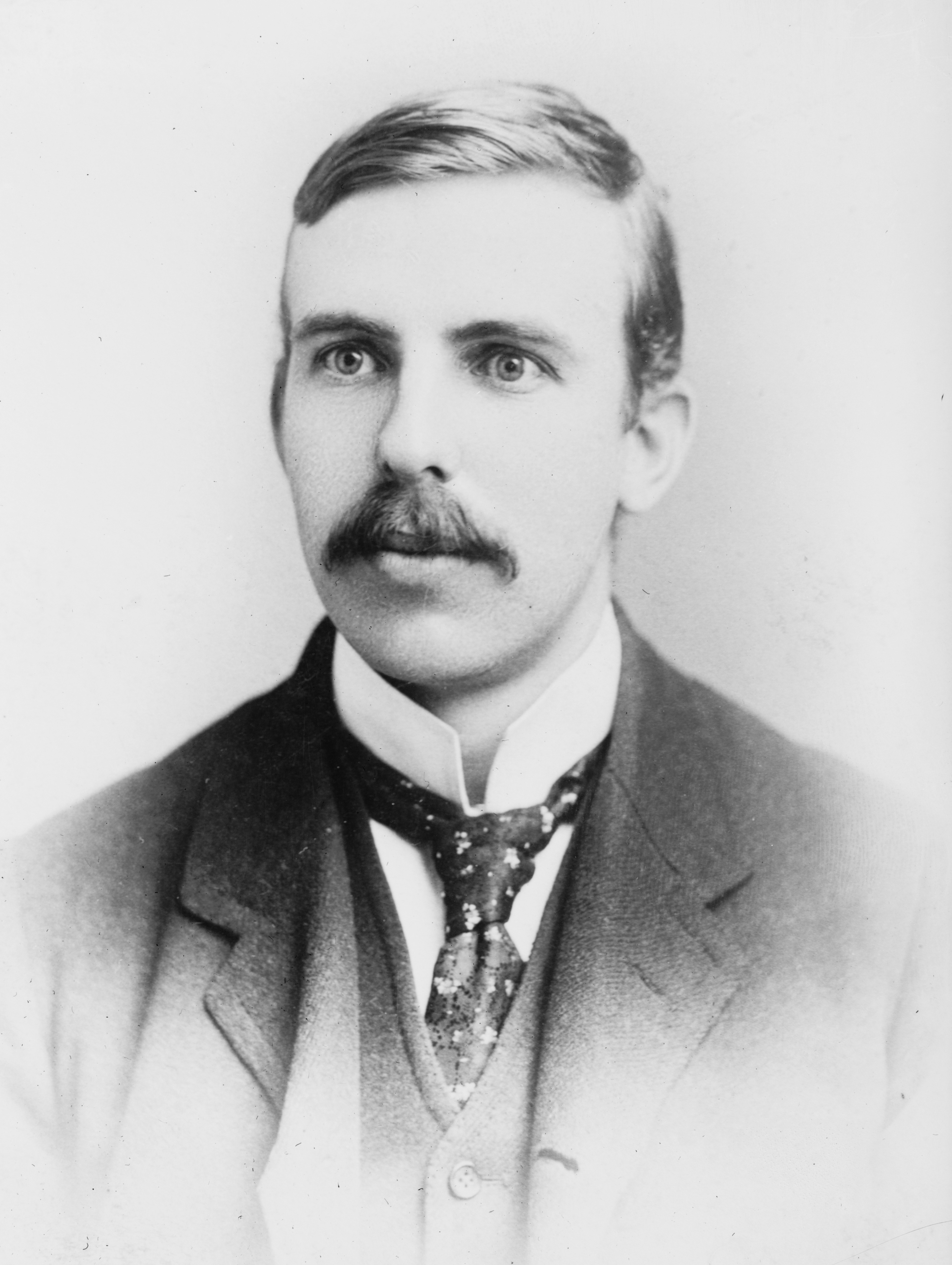
Ernest Rutherford în 1908.

Ernest Rutherford și Frederick Soddy continuaseră împreună lucrul în domeniul materialelor radioactive și au ajuns la concluzia că radioactivitatea se datora unei transmutări spontane a elementelor atomice. În degradare radioactivă, un element se descompune într-un alt element mai ușor, eliberând radiații alfa, beta sau gamma în proces. De asemenea, au stabilit că un izotop particular al unui element radioactiv se descompune într-un alt element într-un ritm distinctiv. Această rată este dată în termeni de „timp de înjumătățire” sau de timpul necesar pentru ca jumătate din masa materialului radioactiv să se descompună în „produsul său de descompunere”. 
Unele materiale radioactive au timpi de înjumătățire scurții; unii au timpi de înjumătățire lungi. Uraniul și thoriul au timpi de înjumătățire lungi și astfel persistă în scoarța Pământului, dar elementele radioactive cu timpi de înjumătățire scurți au dispărut în mare parte. Acest lucru sugerează că ar putea fi posibilă măsurarea vârstei Pământului prin determinarea proporțiilor relative ale materialelor radioactive din probele geologice. În realitate, elementele radioactive nu se descompun întotdeauna direct în elemente neradioactive („stabile”), ci se descompun în alte elemente radioactive care au propriul lor timp de înjumătățire și așa mai departe, până când ajung la un element stabil. Aceste „lanțuri de descompunere”, cum ar fi seriile uraniu-radiu și thoriu, au devenit cunoscute în câțiva ani după descoperirea radioactivității și au oferit o bază pentru construirea tehnicilor de datare radiometrică. 
Pionierii radioactivității au fost chimistul Bertram B. Boltwood⁠(d) și energicul Rutherford. Boltwood a realizat studii de materiale radioactive ca consultant, iar când Rutherford a ținut prelegeri la Yale în 1904, Boltwood a fost inspirat să descrie relațiile dintre elemente din diferite serii de dezintegrare. La sfârșitul anului 1904, Rutherford a făcut primul pas către datarea radiometrică, sugerând că particulele alfa eliberate de descompunerea radioactivă ar putea fi prinse într-un material stâncos sub formă de atomi de heliu. La vremea respectivă, Rutherford abia intuia relația dintre particulele alfa și atomii de heliu, dar el avea să le dovedească legătura patru ani mai târziu. 
Soddy și Sir William Ramsay tocmai determinaseră viteza cu care radiul produce particule alfa și Rutherford a sugerat că se poate determina vârsta unui eșantion de rocă măsurând concentrația de heliu din ea. Prin această tehnică, el a datat o piatră aflată în posesia sa la o vârstă de 40 de milioane de ani. Rutherford scria: 
Rutherford a presupus că rata de descompunere a radiumului, determinată de Ramsay și Soddy, era exactă și că heliul nu ieșea din eșantion în timp. Schema lui Rutherford era inexactă, dar a fost un prim pas util. 
Boltwood s-a concentrat pe produsele finale ale seriei de descompunere. În 1905, el a sugerat că plumbul este produsul final stabil al dezintegrării radiului. Se știa deja că radiul este un produs intermediar al dezintegrării uraniului. Rutherford a susținut și el ideea, subliniind un proces de descompunere în care radiul emite cinci particule alfa prin diferite produse intermediare pentru a ajunge la plumb și a speculat că lanțul de descompunere a plumbului poate fi utilizat pentru a obține eșantioane de rocă. Boltwood a depus munca de demonstrare, iar până la sfârșitul anului 1905 furnizase date pentru 26 de eșantioane de rocă separate, cuprinse între 92 și 570 de milioane de ani. Nu a publicat aceste rezultate, lucru norocos, deoarece ele fuseseră distorsionate de erori de măsurare și estimări greșite ale timpului de înjumătățire a radiului. Boltwood și-a perfecționat activitatea și a publicat în sfârșit rezultatele în 1907.
Lucrarea lui Boltwood arăta că eșantioanele prelevate din straturi comparabile au rapoarte plumb-uraniu similare și că eșantioanele din straturile mai vechi aveau o proporție mai mare de plumb, cu excepția cazurilor în care există dovezi că plumbul s-ar fi scurs⁠(d) din probă. Studiile sale erau defectuoase deoarece seria de degradare a thoriului nu era bine înțeleasă, ceea ce a dus la rezultate incorecte pentru eșantioanele care conțineau uraniu și thoriu. Cu toate acestea, calculele sale erau cu mult mai precise decât cele care se efectuaseră până atunci. Rafinările tehnicii aveau să dea mai târziu vârste pentru cele 26 de eșantioane ale lui Boltwood între 410 milioane și 2,2 miliarde de ani.

### Arthur Holmes dezvoltă datarea radiometrică
Deși Boltwood și-a publicat lucrarea într-o revistă geologic proeminentă, comunitatea geologică nu prea era interesată de radioactivitate. Boltwood a renunțat la activitatea în datarea radiometrică și a continuat să investigheze alte serii de descompunere. Rutherford a rămas curios de problema vârstei Pământului, dar a lucrat prea puțin la ea. 
Robert Strutt⁠(d) a încercat metoda heliului dezvoltată de Rutherford până în 1910 și apoi a încetat. Cu toate acestea, studentul lui Strutt, Arthur Holmes⁠(d), s-a interesat de datarea radiometrică și a continuat să lucreze la ea după ce toți ceilalți au renunțat. Holmes s-a concentrat pe datarea cu plumb, pentru că considera metoda heliului  nepromițătoare. El a efectuat măsurători pe eșantioane de rocă și a concluzionat în 1911 că cel mai vechi (un eșantion din Ceylon) avea aproximativ 1,6 miliarde de ani. Aceste calcule nu erau deosebit de demne de încredere. De exemplu, el a presupus că eșantioanele conțineau doar uraniu și deloc plumb când au fost formate. 
Cercetări mai importante au fost publicate în 1913. Acesta a arătat că, în general, elementele există în mai multe variante cu mase diferite, denumite „izotopi”. În anii 1930, avea să se demonstreze că izotopii au nuclee cu număr diferit de particule neutre cunoscute sub numele de „neutroni”. În același an, s-au publicat alte cercetări care au stabilit regulile descompunerii radioactive, permițând identificarea mai precisă a seriilor de descompunere. 
Mulți geologi au crezut că aceste noi descoperiri fac ca datările radiometrice să fie atât de complicate încât să fie inutile. Holmes credea însă că ele îi oferă instrumente pentru a-și îmbunătăți tehnicile, și și-a continuat cercetările, publicând înainte și după Primul Război Mondial. Opera sa a fost în general ignorată până în anii 1920, deși în 1917, Joseph Barrell⁠(d), profesor de geologie la Yale, a rescris istoria geologică așa cum era ea înțeleasă la acea vreme conform concluziilor lui Holmes prin datare radiometrică. Cercetările lui Barrell au stabilit că straturile nu s-au așezat toate în același ritm și, prin urmare, vitezele actuale ale schimbărilor geologice nu pot fi extrapolate pentru a oferi o cronologie exactă a istoriei Pământului. 

Persistența lui Holmes a început în sfârșit să dea rezultate în 1921, când vorbitorii de la reuniunea anuală a Asociației Britanice pentru Progresul Științei⁠(d) au ajuns la un consens aproximativ că Pământul ar avea câteva miliarde de ani și că datarea radiometrică este credibilă. În 1927, Holmes a publicat The Age of the Earth, an Introduction to Geological Ideas, în care a prezentat un interval de 1,6 până la 3,0 miliarde de ani. Nu a urmat însă nicio mare cerere de a îmbrățișa datarea radiometrică, iar rezistența din sânul comunității geologilor au rezistat cu încăpățânare. Ei nu au agreat niciodată încercările fizicienilor de a intra în domeniul lor și i-au ignorat cu succes până atunci. Greutatea crescândă a dovezilor a înclinat în cele din urmă echilibrul în 1931, când Consiliul Național de Cercetări al Academiei Naționale de Științe a SUA⁠(d) a hotărât să rezolve problema vârstei Pământului prin numirea unui comitet care să cerceteze. Holmes, fiind una dintre puținele persoane de pe Pământ instruită în tehnici de datare radiometrică, a fost membru al comisiei și chiar a redactat cea mai mare parte a raportului final.
Astfel, raportul lui Arthur Holmes a ajuns la concluzia că datarea radioactivă este singurul mijloc de încredere de a fixa scara timpului geologic. S-a pus și problema părtinirii raportului, dar ele au fost înlăturate de detaliile exacte și precise. Au fost descrise metodele utilizate, grija cu care au fost efectuate măsurătorile, precum și nivelurile de eroare și limitările acestora. 

### Datare radiometrică modernă
Datarea radiometrică este în continuare modul prin care oamenii de știință datează timpii geologici. Tehnicile de datare radioactivă au fost testate și ajustate în mod continuu încă din anii 1960. Până în prezent au fost utilizate circa patruzeci de tehnici diferite de datare, care funcționează pe o mare varietate de materiale. Datele pentru același eșantion folosind aceste tehnici diferite sunt în acord foarte strâns cu privire la vârsta materialului.
Există posibile probleme de contaminare, dar acestea au fost studiate și tratate printr-o investigație atentă, ceea ce a dus la reducerea la minimum a procedurilor de preparare a eșantionului pentru a limita șansa de contaminare.

#### De ce au fost folosiți meteoriți
O vârstă de 4,55 ± 0,07 miliarde de ani, foarte aproape de vârsta acceptată de astăzi, a fost determinată de Clair Cameron Patterson folosind datarea cu uraniu și izotopi de plumb (anume datarea plumb-plumb⁠(d)) pe mai mulți meteoriți, inclusiv meteoritul Canyon Diablo⁠(d), rezultatele fiind publicate în 1956.

Diagrama izocronă a izotopului de plumb care arată datele utilizate de Patterson pentru a determina vârsta Pământului în 1956.

Vârsta Pământului se calculează, în parte, din meteoritul Canyon Diablo din mai multe motive importante și se bazează pe o înțelegere modernă a cosmochimiei, construită în decenii de cercetare. 
Majoritatea eșantioanelor geologice de pe Pământ nu sunt în măsură să dea o dată directă a formării Pământului din nebuloasa solară, deoarece Pământul a suferit o diferențiere în nucleu, manta și scoarță, iar aceasta a trecut apoi printr-o lungă istorie de amestec al acestor surse de eșantioane prin tectonica plăcilor, intemperii și circulație hidrotermică⁠(d). 
Toate aceste procese pot afecta negativ mecanismele izotopice de datare deoarece nu se poate presupune întotdeauna că eșantionul ar fi rămas ca un sistem închis, prin care se înțelege că fie nuclidul (o specie de atom caracterizată prin numărul de neutroni și protoni conținuți de atom) părinte, fie un nuclid fiu intermediar ar fi putut fi parțial îndepărtat din probă, ceea ce ar influența datarea izotopică rezultată. Pentru a atenua aceste efecte, se obișnuiește să se dateze mai multe minerale din același eșantion, pentru a oferi o izocronă⁠(d). Alternativ, mai multe sisteme de datare pot fi utilizate pe un eșantion pentru a verifica datarea. 
Unii meteoriți sunt considerați a reprezenta materialul primitiv din care a fost format discul solar de acreție. Unele s-au comportat ca sisteme închise (pentru unele sisteme izotopice) puțin timp după ce discul solar și planetele s-au format. Până în prezent, aceste presupuneri sunt susținute de multe observații științifice și de datări izotopice repetate și este cu siguranță o ipoteză mai robustă decât cea care presupune că o rocă terestră și-a păstrat compoziția inițială. 
Cu toate acestea, minereurile arheene străvechi de galenă au fost folosite până în prezent la datarea formării Pământului, deoarece acestea reprezintă cele mai vechi minerale formate doar din plumb de pe planetă și înregistrează cele mai timpurii sisteme omogene de izotopi plumb-plumb de pe planetă. Acestea au produs vârste de 4,54 miliarde de ani cu o precizie de până la 1% marjă de eroare.
Statisticile pentru mai mulți meteoriți care au trecut prin datarea izocronă sunt următoarele: 
| 1. St. Severin (condrită obișnuită) | 1. St. Severin (condrită obișnuită) | 1. St. Severin (condrită obișnuită) | 1. St. Severin (condrită obișnuită) |
| ----------------------------------- | ----------------------------------- | ----------------------------------- | ----------------------------------- |
|                                     | 1.                                  | izocronă Pb-Pb                      | 4.543 ± 0,019 miliarde de ani       |
|                                     | 2.                                  | Izocronă Sm-Nd                      | 0,55 ± 0,33 miliarde de ani         |
|                                     | 3.                                  | Izocronă Rb-Sr                      | 4,51 ± 0,15 miliarde de ani         |
|                                     | 4.                                  | Izocronă Re-Os                      | 4,68 ± 0,15 miliarde de ani         |
| 2. Juvinas (acondrit bazaltic)      |                                     |                                     |                                     |
|                                     | 1.                                  | Izocronă Pb-Pb                      | 4.556 ± 0,012 miliarde de ani       |
|                                     | 2.                                  | Izocronă Pb-Pb                      | 4.540 ± 0,001 miliarde de ani       |
|                                     | 3.                                  | Izocronă Sm-Nd                      | 4,56 ± 0,08 miliarde de ani         |
|                                     | 4.                                  | Izocronă Rb-Sr                      | 4,50 ± 0,07 miliarde de ani         |
| 3. Allende (condrită carbonică)     |                                     |                                     |                                     |
|                                     | 1.                                  | Izocronă Pb-Pb                      | 4.553 ± 0,004 miliarde de ani       |
|                                     | 2.                                  | Spectrul de vârstă Ar-Ar            | 4,52 ± 0,02 miliarde de ani         |
|                                     | 3.                                  | Spectrul de vârstă Ar-Ar            | 0,55 ± 0,03 miliarde de ani         |
|                                     | 4.                                  | Spectrul de vârstă Ar-Ar            | 4,56 ± 0,05 miliarde de ani         |

#### Meteoritul Canyon Diablo

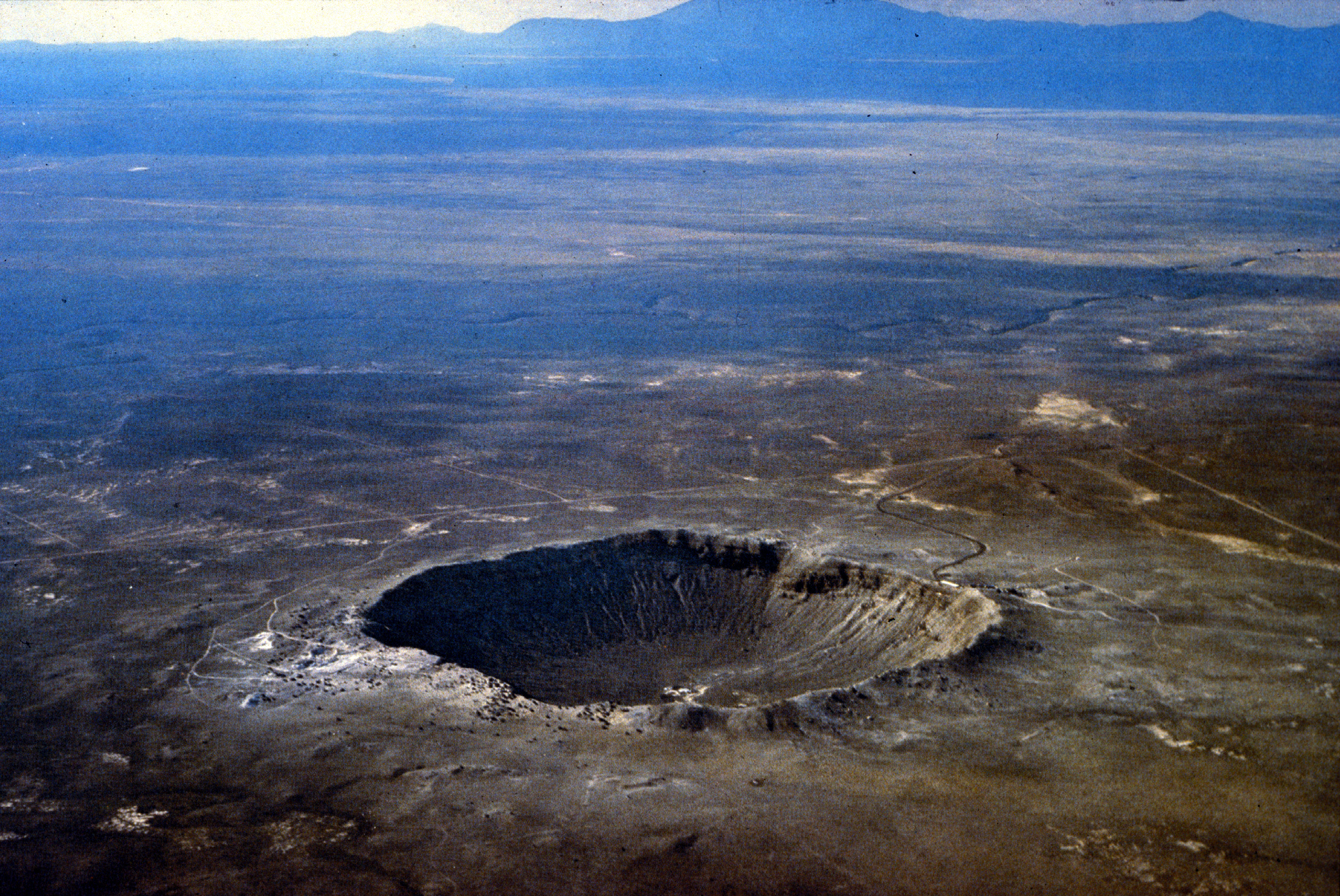
Craterul Barringer Arizona, unde a fost găsit meteoritul Canyon Diablo.

Meteoritul Canyon Diablo⁠(d) a fost utilizat deoarece este atât mare cât și reprezentativ pentru un tip deosebit de rar de meteorit care conține minerale sulfide (în special troilit⁠(d), FeS), aliaje metalice nichel-fier, plus minerale de silicat. Acest lucru este important deoarece prezența celor trei faze minerale permite investigarea datelor izotopice folosind probe care asigură o mare separare în concentrațiile dintre nuclidele părinte și fiu. Acest lucru este valabil în special pentru uraniu și plumb. Plumbul este puternic calcofil⁠(d) și se găsește în sulfură la o concentrație mult mai mare decât în silicat, față de uraniu. Datorită acestei segregări în nuclidă părinte și nuclidă-fiu în timpul formării meteoritului, se permite o datare mult mai precisă a formării discului solar și, prin urmare, a planetelor. 

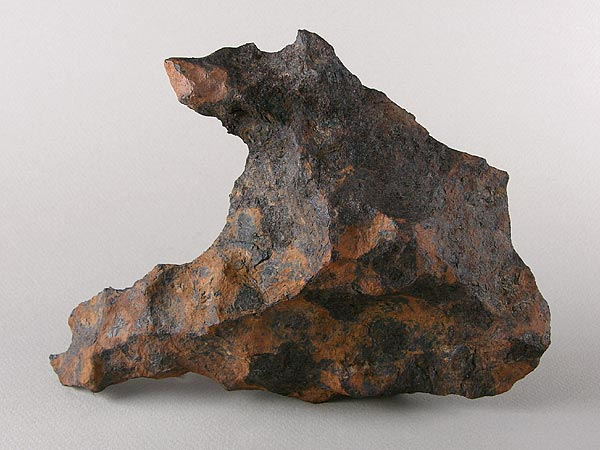
Fragment din meteoritul de fier Canyon Diablo.

Vârsta determinată din meteoritul Canyon Diablo a fost confirmată de alte sute de determinări ale vârstei, atât din eșantioane terestre, cât și din alți meteoriți. Eșantioanele de meteorit arată, însă, o dispersie de la 4,53 la 4,58 miliarde de ani în urmă. Aceasta este interpretată ca durata formării nebuloasei solare și prăbușirea acesteia în discul solar pentru a forma Soarele și planetele. Această perioadă de timp de 50 de milioane de ani permite acumularea planetelor din praful solar și meteoriții originali. 
Luna, ca un alt corp extraterestru care nu a suferit tectonica plăcilor și care nu are atmosferă, oferă date de vârstă destul de precise din eșantioanele returnate de misiunile Apollo. Stâncile aduse de pe Lună au fost datate cu o vechime de cel mult 4,51 miliarde de ani. Meteoriții marțieni⁠(d) care au aterizat pe Pământ au fost datați și ei la o vechime de aproximativ 4,5 miliarde de ani prin datarea plumb-plumb⁠(d). Eșantioanele lunare, netulburate de intemperii, de tectonica plăcilor sau de materialul deplasat de organisme, pot asigura și datarea prin examinarea cu microscopul electronic a urmelor de raze cosmice. Acumularea de dislocări generate de impactul particulelor cu raze cosmice de mare energie oferă o altă confirmare a datelor izotopice. Datarea cu raze cosmice⁠(d) este utilă numai pentru materialele care nu au fost topite, deoarece topirea distruge structura cristalină a materialului și șterge urmele lăsate de particule. 
În total, concordanța dintre datele de vârstă ale celor mai vechi zăcăminte de plumb terestru și a tuturor celorlalte zăcăminte din Sistemul Solar găsite până în prezent sunt folosite pentru a susține faptul că Pământul și restul Sistemului Solar s-au format cu aproximativ 4,53–4,58 miliarde de ani în urmă.